# 异叶虎耳草
异叶虎耳草（学名：Saxifraga diversifolia）为虎耳草科虎耳草属下的一个种。

## 扩展阅读
維基物種上的相關：异叶虎耳草